# خاسل
گاسل (به هلندی: Gassel) یک منطقهٔ مسکونی در هلند است که در خرافه (شهر) واقع شده‌است. گاسل ۶٫۶۸ کیلومتر مربع مساحت و ۱٬۱۷۰ نفر جمعیت دارد.